# Kerava
Kerava [ˈkɛrɑvɑ] (schwed. Kervo) ist eine Stadt im Süden Finnlands mit rund 35.000 Einwohnern. Sie liegt wenig nördlich der Hauptstadt Helsinki und gehört zu deren Großraum. Die Einwohnerzahl der Stadt steigt durch den Zuzug aus den ländlichen Gebieten Finnlands in die Region Helsinki seit Jahren stetig an: Seit 1980 ist die Einwohnerzahl um über ein Drittel gestiegen. Fast 96 % der Einwohner Keravas sprechen Finnisch als Muttersprache, nur 1 % sind Finnlandschweden. Somit ist die Stadt auch amtlich einsprachig finnischsprachig.

## Geografie

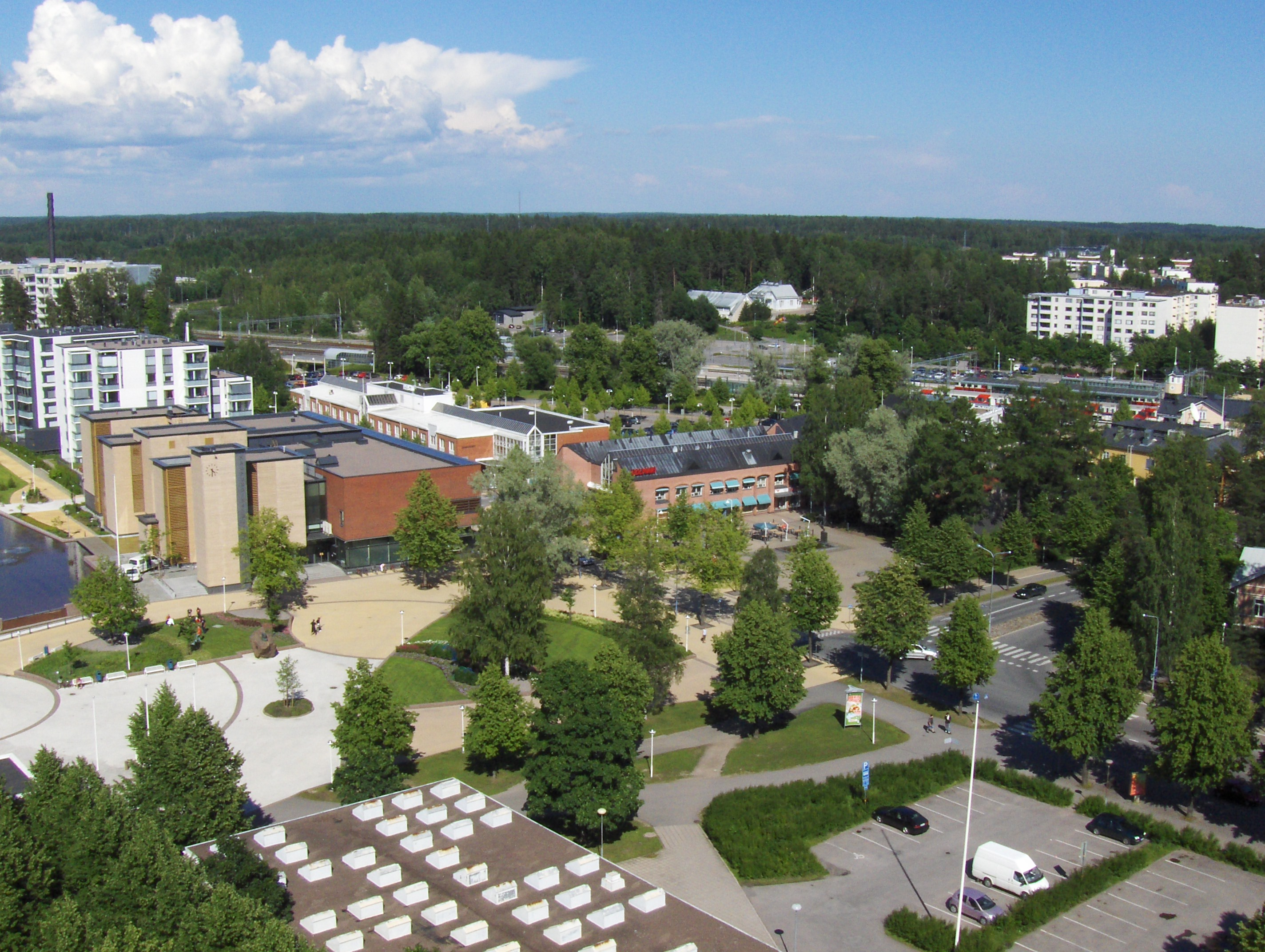
Blick auf Kerava

Kerava liegt rund 27 km nördlich der finnischen Hauptstadt Helsinki in der Landschaft Uusimaa. Nachbargemeinden sind Tuusula im Westen, Sipoo im Osten und die Großstadt Vantaa im Süden. Kerava gehört zur Region Helsinki und ist eng mit der Hauptstadt verbunden.
Mit nur 30,79 km² ist Kerava die flächenmäßig fünftkleinste Gemeinde Finnlands, mit einer Bevölkerungsdichte von über 1000 Einwohnern je Quadratkilometer aber auch nach Helsinki und Kauniainen die am dichtesten besiedelte. Das Gemeindegebiet wird von Norden nach Süden vom Fluss Keravanjoki durchflossen, über den im Stadtgebiet mehrere Brücken führen. Der Fluss ist auch das einzige Binnengewässer der Stadt; so ist Kerava eine der wenigen finnischen Gemeinden ohne See.

## Geschichte
Die ersten Menschen erreichten das Gebiet von Kerava nach Ende der letzten Eiszeit vor rund 9000 Jahren. Zu jener Zeit lag der Wasserspiegel des Ancylussees, des Vorläufers der Ostsee, rund 40 Meter höher als heute, so dass Kerava sich an der Küste befand. Die steinzeitliche Bevölkerung lebte von Jagd und Fischerei.
Die erste sesshafte Besiedlung entstand in Kerava im Mittelalter, zuvor hatten die Hämeer das Gebiet als Jagdgrund genutzt. Im Gebiet von Kerava befanden sich zwei Dörfer, Alikerava und Ylikerava („Ober-“ und „Unter-Kerava“), die anfangs zum Kirchspiel Sipoo gehörten. Nach Gründung des Kirchspiels Tuusula im Jahr 1643 wurde Kerava ein Teil dessen. Man geht davon aus, dass noch Mitte des 16. Jahrhunderts die Bevölkerungszahl von Kerava bei nur etwa 160 lag, auch danach blieb das Gebiet dünn besiedelt.
Als 1862 die Eisenbahnstrecke nach Helsinki fertiggestellt wurde, hatte Kerava rund 450 Einwohner. Die Eisenbahnanbindung führte in den Folgejahren zur Ansiedlung von Betrieben insbesondere der Bau- und holzverarbeitenden Industrie und einem Wachstum der Stadt. Bereits 1860 eröffnete im heutigen Stadtteil Savio die erste Ziegelfabrik Finnlands, 1869 das erste Zementwerk des Landes. 1913 folgte die Lederfabrik Nahkatehdas Oy Nahkimo, die vor allem Stiefel für die russische Zarenarmee fertigte. Als nach der Unabhängigkeit Finnlands der Absatz einbrach, ging die Fabrik 1919 in Konkurs; in ihren Liegenschaften, dem so genannten „Klondyke-Haus“ (Klondyke-talo), richtete der Konzern Nokia 1925 eine Gummifabrik ein.
1924 wurde Kerava als eigenständiger Marktflecken aus der Gemeinde Tuusula gelöst. Zu jener Zeit hatte der Ort rund 3000 Einwohner und umfasste auch das Gebiet von Korso, welches 1955 Vantaa angeschlossen wurde. In den 1960er und 1970er Jahren verdoppelte sich durch die Landflucht die Bevölkerung Keravas nahezu. Seit 1970 besitzt Kerava das Stadtrecht.

## Stadtbild und Baudenkmäler

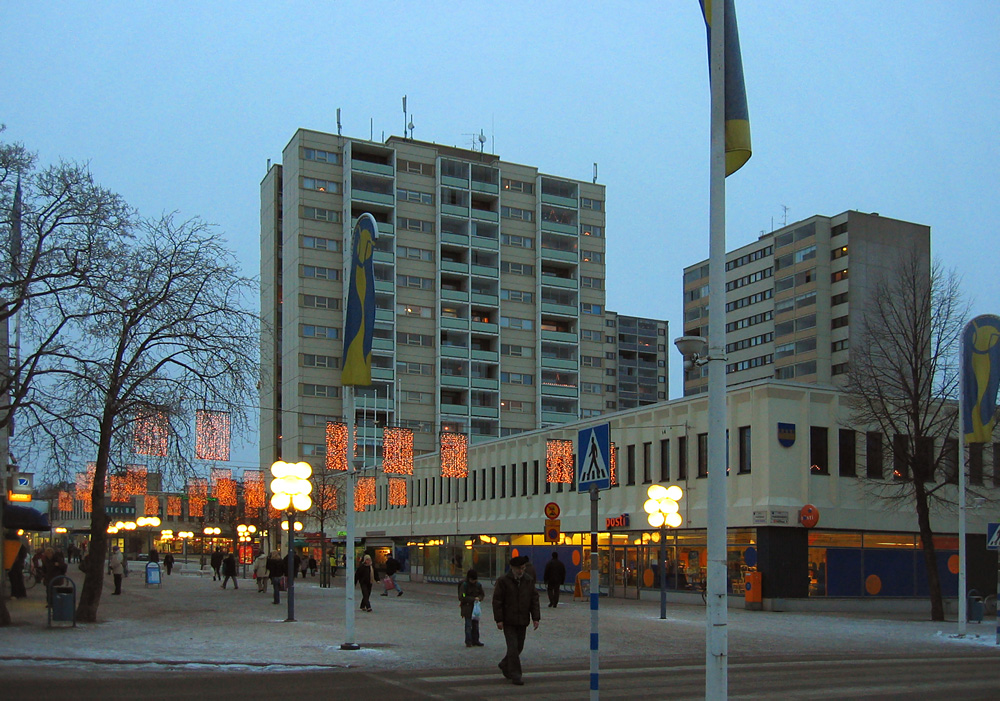
Das Stadtzentrum von Kerava

Kerava ist eine sehr junge und recht gesichtslose Satellitenstadt. Das kompakte Stadtzentrum wird von Beton- und Plattenbauten geprägt, die Wohngebiete von modernen Reihenhaussiedlungen. Rund 60 % der Einwohner der Stadt wohnen in Etagenhäusern, weitere 14 % in Reihenhäusern, nur 25 % in Eigenheimen. Einen Kontrast im Stadtbild setzt der Gutshof Heikkilä, ein Holzbau aus dem 18. Jahrhundert, der heute als Heimatmuseum und Veranstaltungsort genutzt wird.

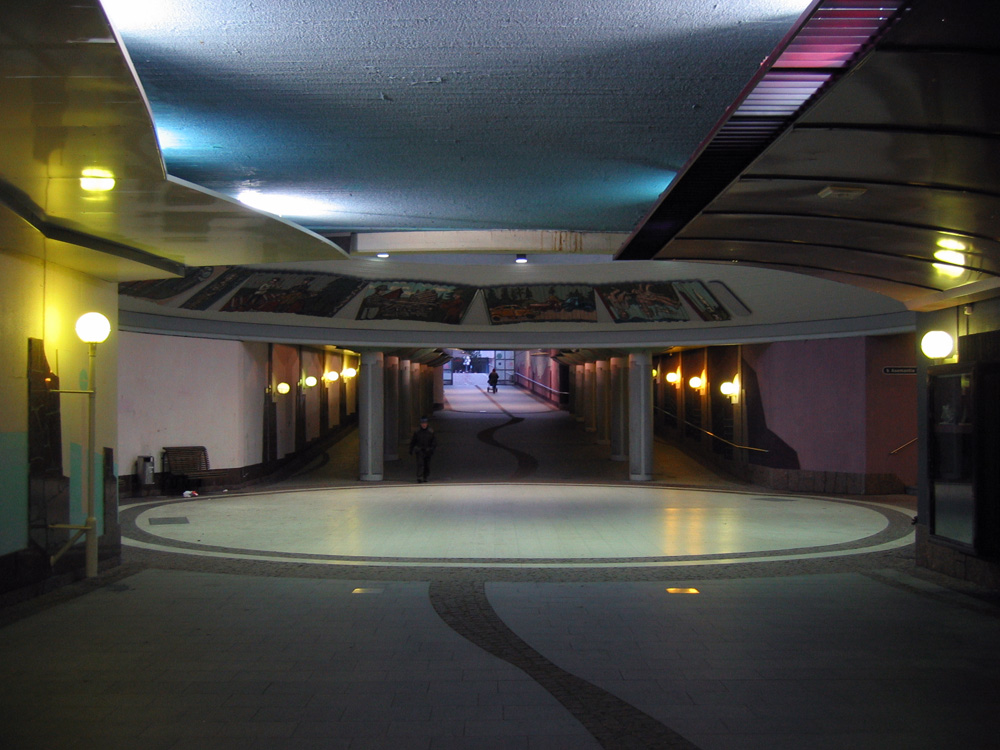
Die Unterführung nach Sampola

Die Straße Kauppakaari im Stadtzentrum ist auf 850 Metern als Fußgängerzone ausgebaut und ist damit die längste reine Fußgängerstraße Finnlands. Die Fußgängerzone wurde nach der Fertigstellung einer Umgehungsstraße um das Zentrum aus der bisherigen Hauptverkehrsader Tuusulantie geschaffen. Seit 1993 führt die Fußgängerstraße unter der Bahnstrecke hindurch in den östlichen Stadtteil Sampola. Die Eingangshalle der ambitioniert gestalteten Unterführung schmückt ein großformatiges Gemälde des Künstlers Alpo Jaakkola.
Die lutherische Pfarrkirche von Kerava wurde 1965 nach Plänen von Ahti Korhonen fertiggestellt; erst 1955 war Kerava als eigenständige Kirchengemeinde aus der Gemeinde Tuusula herausgelöst worden. Die Kirche wurde in moderner Beton- und Ziegelbauweise erbaut und ist mit ihrer klaren kubischen Formensprache, dem Verzicht auf Ornamentik und der strengen Geometrie der Glasflächen typisch für den Funktionalismus der 1960er Jahre. Unmittelbar gegenüber der Kirche steht das 1969 ebenfalls von Korhonen gestaltete Gemeindehaus. Die Stadtteile Kaleva und Savio verfügen über eigene Gemeindezentren.
Unter Denkmalschutz stehen neben der Kirche und dem Gutshof Heikkilä einige Industriebauten im Stadtteil Savio, der 1876–78 errichtete Bahnhof der Stadt samt Wasserturm sowie der Komplex des Gefängnisses im Norden der Stadt. Es wurde 1891 als Jugendgefängnis eingerichtet und in den folgenden Jahrzehnten um weitere Bauten erweitert. Die derzeit rund 170 Insassen sind zumeist Verurteilte im Erstvollzug aus der gesamten Provinz Südfinnland, der Schwerpunkt liegt nach wie vor auf der Rehabilitation jugendlicher Straftäter.
Im gesamten Stadtgebiet finden sich zahlreiche moderne Skulpturen, deren Besichtigung die Stadt als „Kulturrundgang“ vermarktet. Besonders hervorzuheben ist eine lebensgroße Bronzestatue des Hindernisläufers und Doppelolympiasiegers Volmari Iso-Hollo, der seinerzeit für den Leichtathletikverein Keravan Urheilijat startete.

## Politik

### Stadtrat
In Kerava sind die konservativ-liberale Nationale Sammlungspartei und die Sozialdemokraten gleich stark. Im Stadtrat, der höchsten Entscheidungsinstanz bei lokalen Angelegenheiten, sind seit der Wahl am 9. April 2017 die Sammlungspartei und die Sozialdemokraten mit je 13 von insgesamt 51 Sitzen vertreten. Drittstärkste Fraktion ist der Grüne Bund mit neun Vertretern. Das Linksbündnis und die rechtspopulistischen Wahren Finnen nehmen je sechs Sitze ein. Die Zentrumspartei, obgleich finnlandweit zu den drei großen Parteien gehörend, spielt mit drei Sitzen im Stadtrat wie allgemein in den Städten Südfinnlands eine eher untergeordnete Rolle. Die Christdemokraten sind mit einem Sitz vertreten. Die Schwedische Volkspartei und die Piratenpartei sind aufgrund des Wahlergebnisses nicht im Rat vertreten.
Die Amtszeit begann am 1. Januar 2018 und endet am 31. Dezember 2021.
| Partei                    | Wahlergebnis 2017 | Sitze |
| ------------------------- | ----------------- | ----- |
| Nationale Sammlungspartei | 23,8 %            | 130   |
| Sozialdemokraten          | 24,9 %            | 130   |
| Grüner Bund               | 17,3 %            | 9     |
| Zentrumspartei            | 5,6 %             | 3     |
| Linksbündnis              | 12,2 %            | 6     |
| Wahre Finnen              | 10,9 %            | 6     |
| Christdemokraten          | 03,5 %            | 1     |
| Schwedische Volkspartei   | 01,3 %            | 0     |
| Piratenpartei             | 00,5 %            | 0     |

Die Wahlbeteiligung lag 2017 bei 56,6 Prozent.
Stadtdirektorin von Kerava ist seit 2016 Kirsi Rontu.

### Wappen

Das offizielle Wappen Keravas …

… und das seit 2002 benutzte Logo

Das Wappen von Kerava wurde vom Heraldiker Ahti Hammar entworfen, der auch für zahlreiche andere finnische Gemeindewappen verantwortlich zeichnet. Es wurde 1956 in Gebrauch genommen und ersetzte das erste vom Designer Ilmari Tapiovaara entworfene Gemeindewappen, das von 1949 bis 1955 offiziell war.
Beschreibung des heutigen Wappens: Im blauen Schild ist ein goldener Balken oben mit einem Breitzinnenschnitt (Schwalbenschwanz) gelegt. Dieses Motiv deutet auf die traditionell große Bedeutung der holzverarbeitenden Industrie in Kerava.
Seit 2002 verwendet die Stadt zu Werbezwecken neben dem offiziellen Wappen auch ein modernes Logo, gehalten als grüne Zickzacklinie, ergänzt um den Namen der Stadt.

### Städtepartnerschaften
Kerava listet zehn Partnerstädte auf:
| Stadt        | Land        |
| ------------ | ----------- |
| Arumeru      | Tansania    |
| Aschersleben | Deutschland |
| Hjørring     | Dänemark    |
| Keila        | Estland     |
| Kristiansand | Norwegen    |
| Ogre         | Lettland    |
| Reykjanesbær | Island      |
| Solt         | Ungarn      |
| Trollhättan  | Schweden    |
| Wladimir     | Russland    |

## Wirtschaft und Infrastruktur

### Wirtschaftsstruktur
Durch die Nähe zum Wirtschaftsstandort Helsinki ist Kerava zu einem großen Teil eine Pendlerstadt. Von den rund 16.000 berufstätigen Einwohnern arbeitet nur etwa ein Drittel in Kerava. Ein weiteres Drittel ist in der Stadt Helsinki beschäftigt. In Kerava selbst bestehen rund 10.000 Arbeitsplätze, die eine typische städtische Struktur ausweisen. Über 40 % der Arbeitsplätze gehören dem Dienstleistungssektor an, hauptsächlich im Handel, Fremdenverkehr und Finanzbereich. Knapp 30 % sind im öffentlichen Dienst, knapp 20 % in der Industrie angestellt. Der größte private Arbeitgeber ist mit 870 Arbeitnehmern (2005) die Sinebrychoff-Brauerei, die in Kerava eines ihrer beiden Werke unterhält. Die Arbeitslosenquote in Kerava lag 2006 mit 4,9 % unter dem Landesdurchschnitt.

### Verkehr

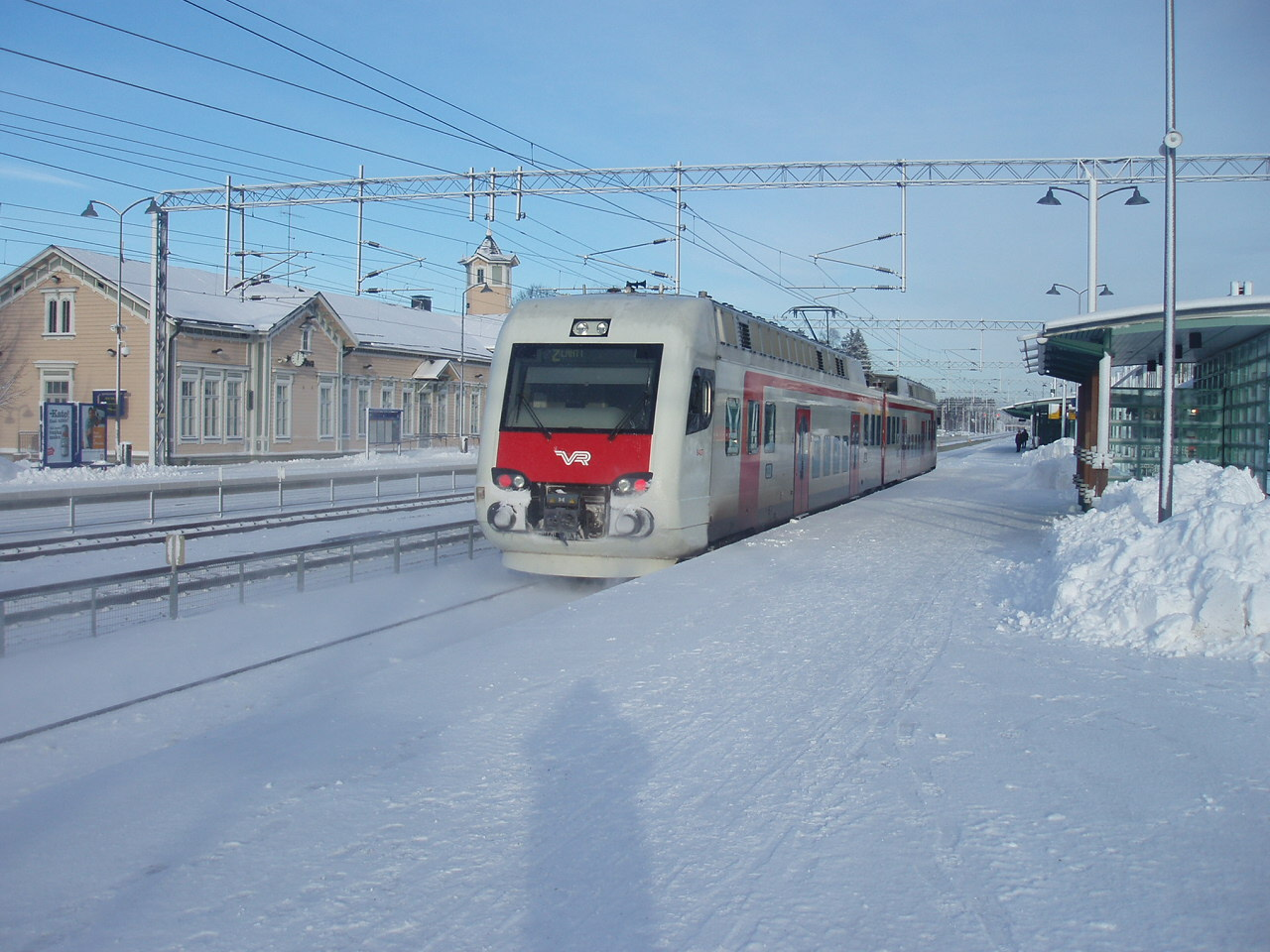
Nahverkehrszug der Linie Z am Bahnhof Kerava

Verkehrstechnisch ist Kerava gut an das nahe Helsinki angebunden. Die Autobahn von Helsinki nach Lahti, Teil der Staatsstraße 4 (E 75), führt östlich am Zentrum von Kerava vorbei. Die Strecke nach Helsinki beträgt rund 30 km, zum Flughafen Helsinki-Vantaa 20 km. Mit den Zügen des Schienennahverkehrs in der Region Helsinki kann die Hauptstadt von Kerava aus in rund 25 Minuten erreicht werden. Der Streckenabschnitt zwischen Helsinki und Kerava ist viergleisig ausgebaut. Zu Stoßzeiten verkehren auf der Strecke drei Schnellzüge und sechs langsamere Züge stündlich. Neben dem Hauptbahnhof befindet sich im Stadtgebiet von Kerava noch ein zweiter Bahnhof, Savio. Auch nach Porvoo besteht eine Bahnstrecke, auf dieser wurde aber 1981 der Personenverkehr eingestellt, seit 1990 ist sie gänzlich stillgelegt.
Traditionell wird in Kerava besonderer Wert auf die Schaffung guter Bedingungen für Fußgänger und Radfahrer gelegt. In der Gemeinde gibt es Radwege in der Gesamtlänge von 70 Kilometern. Seit 2001 nimmt die Stadt als eine von drei finnischen Gemeinden (gemeinsam mit Jyväskylä und Lempäälä) an dem Mustergemeindeprojekt des finnischen Verkehrsministeriums zur Entwicklung von Konzepten für den Fußgänger- und Fahrradverkehr teil. Das Projekt zielt insbesondere auf die Verbesserung der verkehrstechnischen Gesamtlösungen durch Schließung von Wegelücken, Bereitstellung von Fahrradstellplätzen an Knotenpunkten, Erhöhung der Sicherheit für Fußgänger und Radfahrer sowie Angebot von Kombinationstickets im öffentlichen Personennahverkehr.

## Kultur
Da sich Kerava im Einzugsbereich der Hauptstadt befindet, wird von den Bewohnern der Stadt in erster Linie das Kulturangebot der Region Helsinki in Anspruch genommen. Aber auch in Kerava selbst wird, meist durch die Stadt gefördert, eine Reihe von wiederkehrenden Kulturveranstaltungen angeboten.
Seit 1987 findet in der Fußgängerzone zu Kerava jeden August ein Knoblauchfestival statt. Sich selbst bezeichnet Kerava daher auch als die „Knoblauchstadt Finnlands“. Das seit 1991 jährlich im Juni veranstaltete Jazzfestival Kerava Jazz setzt seinen Schwerpunkt auf Free Jazz. Im September wird die Innenstadt für zwei Tage vom Volksfest Sirkusmarkkinat bevölkert. Im Rahmen des Programms Helmimusiikki („Perlenmusik“) werden mehrmals im Jahr Konzerte klassischer Musik veranstaltet.
Das Kunstmuseum der Stadt ist in einer ehemaligen Gummifabrik des Nokia-Konzerns, dem so genannten „Klondykehaus“, untergebracht. In den Dauer- und Sonderausstellungen wird vor allem moderne finnische Kunst gezeigt.

## Bildung
Kerava besitzt ein großes Angebot an Kindertagesstätten. Neben einer Reihe städtischer Kindergärten gibt es auch verschiedene private. So existieren Kindergärten mit einer Ausrichtung auf Kunst, Sport und Sprachen (Deutsch, Englisch, Russisch, Schwedisch).

## Söhne und Töchter der Stadt
- Rakel Liehu (* 1939), Schriftstellerin
- Olli Isoaho (* 1956), Fußballtorwart
- Kai Lehtinen (* 1958), Schauspieler
- Päivi Simukka (* 1966), Skilangläuferin
- Marko Myyry (* 1967), Fußballspieler
- Ville Kurki (1968–2022), Regattasegler
- Anssi Kela (* 1972), Musiker
- Antti Soramies (* 1972), Radiomoderator
- Sasha Mäkilä (* 1973), Dirigent
- Jukka Matinen (* 1978), Basketballspieler
- Tiina Raevaara (* 1979), Schriftstellerin
- Kasperi Salo (* 1979), Badmintonspieler
- Joona Puhakka (* 1982), Wasserspringer
- Hanna-Maria Seppälä (* 1984), Schwimmerin, Weltmeisterin über 100 Meter Freistil in Barcelona 2003
- Valtter Virtanen (* 1987), Eiskunstläufer
- Alina Tomnikov (* 1988), Schauspielerin
- Jukka Raitala (* 1988), Fußballspieler
- Eveliina Määttänen (* 1995), Leichtathletin